# 斑馬線

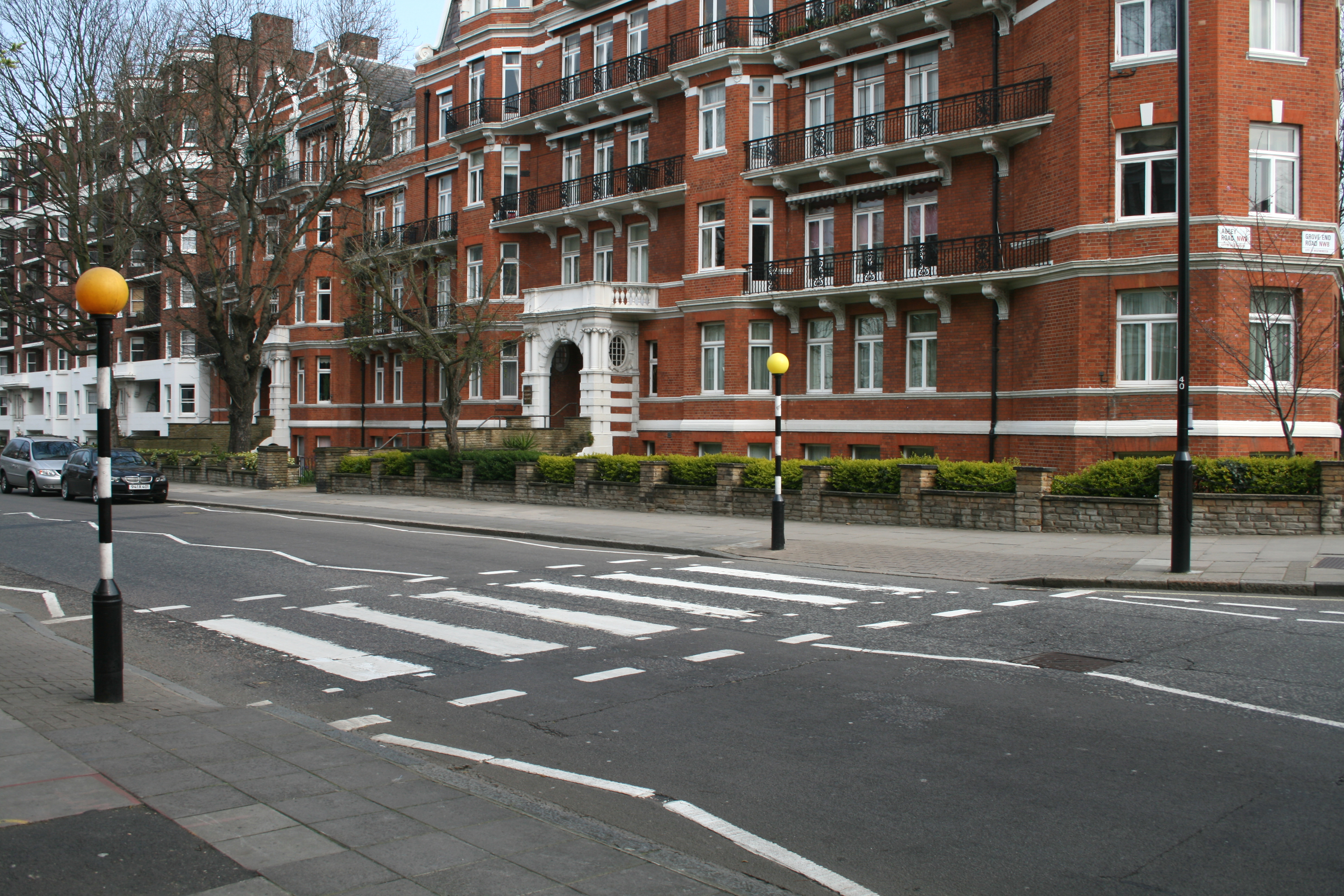
英国伦敦艾比路上附設卑利沙燈的斑馬線，披頭四樂隊的專輯《艾比路》的封面即在此取景

斑馬線（英語：zebra crossing）是一種髹有黑白間條紋的行人穿越道，部分地方會在兩旁髹有之字形白線，並附設卑利沙燈。斑馬線由道路研究實驗室交通部首任負責人、物理学家兼交通工程師乔治·查尔斯沃思（George Charlesworth）設計，首道斑馬線位於英国斯劳高街（High Street），而斑馬線現見於英國、澳大利亚、新西兰、香港等地。斑馬線一般給予行人優先通行權，而侵犯行人在斑馬線上的優先通行權的駕駛者在不同地方均會被處罰。

## 語源

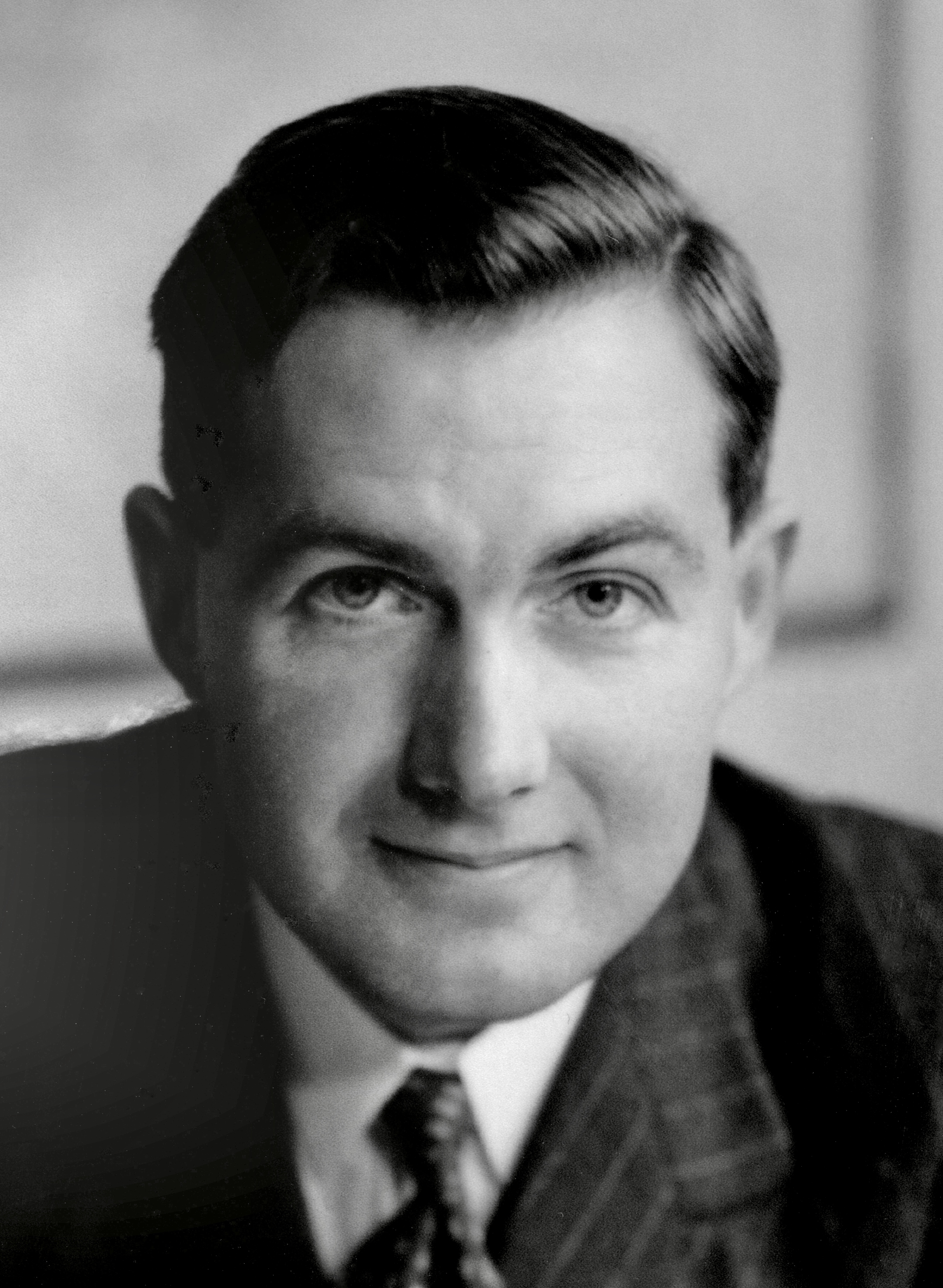
詹姆斯·卡拉漢在就任英国首相前據稱曾評論斑馬線的設計形似斑馬，一般認為斑馬線由此得名

斑馬線的“斑馬”之名出自何處有所爭議。一般認為“斑馬”之名源自英國國會議員、後來於1976年4月5日就任首相的詹姆斯·卡拉漢於1948年到訪當時正在研究全新的安全行人過路處的道路研究實驗室之事，在運輸研究實驗室向卡拉漢展示黑白間條紋的設計後，卡拉漢據稱曾評論該設計形似斑馬，然而卡拉漢本人並未主張自己為“斑馬”之名的作者。

## 歷史
英國自1930年代起已根據《1934年道路交通法令》第18條引入附設卑利沙燈的行人過路處。卑利沙燈得名自1934年至1937年出任運輸大臣的卑利沙勳爵:168，是位於黑白間條高柱上的黃色球狀燈號，至今在英國仍須設置於斑馬線與平行過路處（parallel crossing）旁。
然而，車流量的增加使卑利沙燈的有效性逐漸減弱，行人與駕駛者均開始忽略行人過路處。1949年至1951年間，當時的運輸部曾嘗試各種設計改善行人過路處的可見度與增加行人過路處的使用率，直至引入黑白間條紋的斑馬線為止，其時斑馬線已在英國各地的1000個行人過路處進行試驗。斑馬線由道路研究實驗室交通部首任負責人、物理學家兼交通工程師乔治·查尔斯沃思設計。首道斑馬線於1951年10月31日在斯劳高街（High Street）引入。

## 使用

### 英國

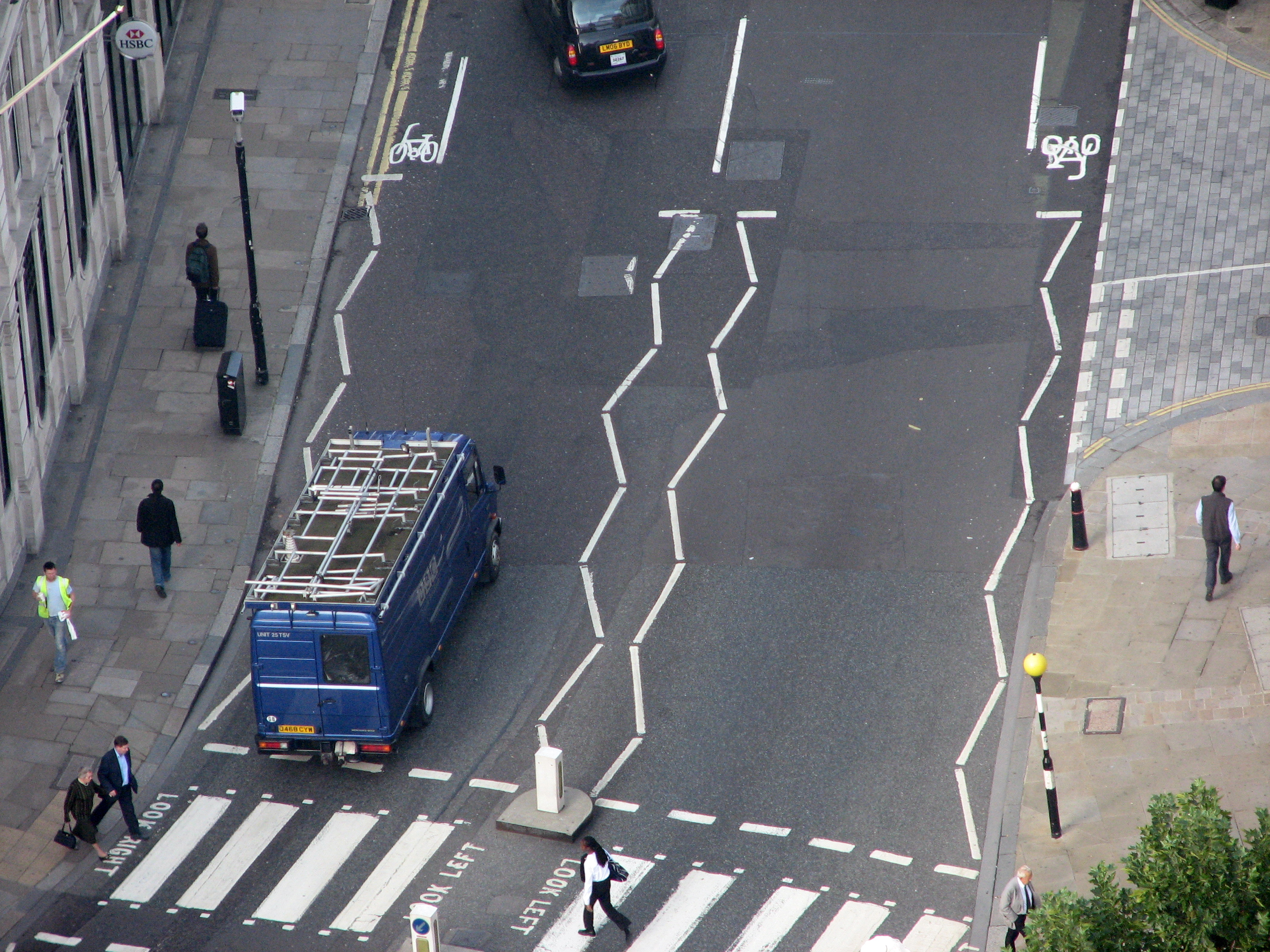
之字形白線提醒英國駕駛他們駕駛的車輛已經駛近斑馬線

在英國，斑馬線起初屬於未有劃線的行人過路處，後來劃上白色線，使斑馬線與卑利沙燈燈柱的顏色相呼應:167。斑馬線的兩旁均髹有之字形白線，以確保駕駛者與行人能清楚看見彼此，而駕駛者亦被禁止在髹有之字形白線的控制區內停車。英國法律規定包括駕駛者在內的所有道路使用者必須讓路予已踏上斑馬線的行人，英國的《公路守則》也有相同的說明。違反該法律規定者會被罰款100英镑，並被扣3分。相較於其他執行最高2000英鎊罰款的國家相比，違反該法律規定的處罰因過於寬大而引發批評。然而，道路使用者如果未有在由學校交通安全隊指揮交通的斑馬線讓路予已踏上斑馬線的行人，最高刑罰則提升為罰款1000英鎊與被扣至少3分，並有可能被取消駕駛執照。英國的駕駛者即使並非位於斑馬線上，只要遇到學校交通安全隊就必須停車。

### 大洋洲

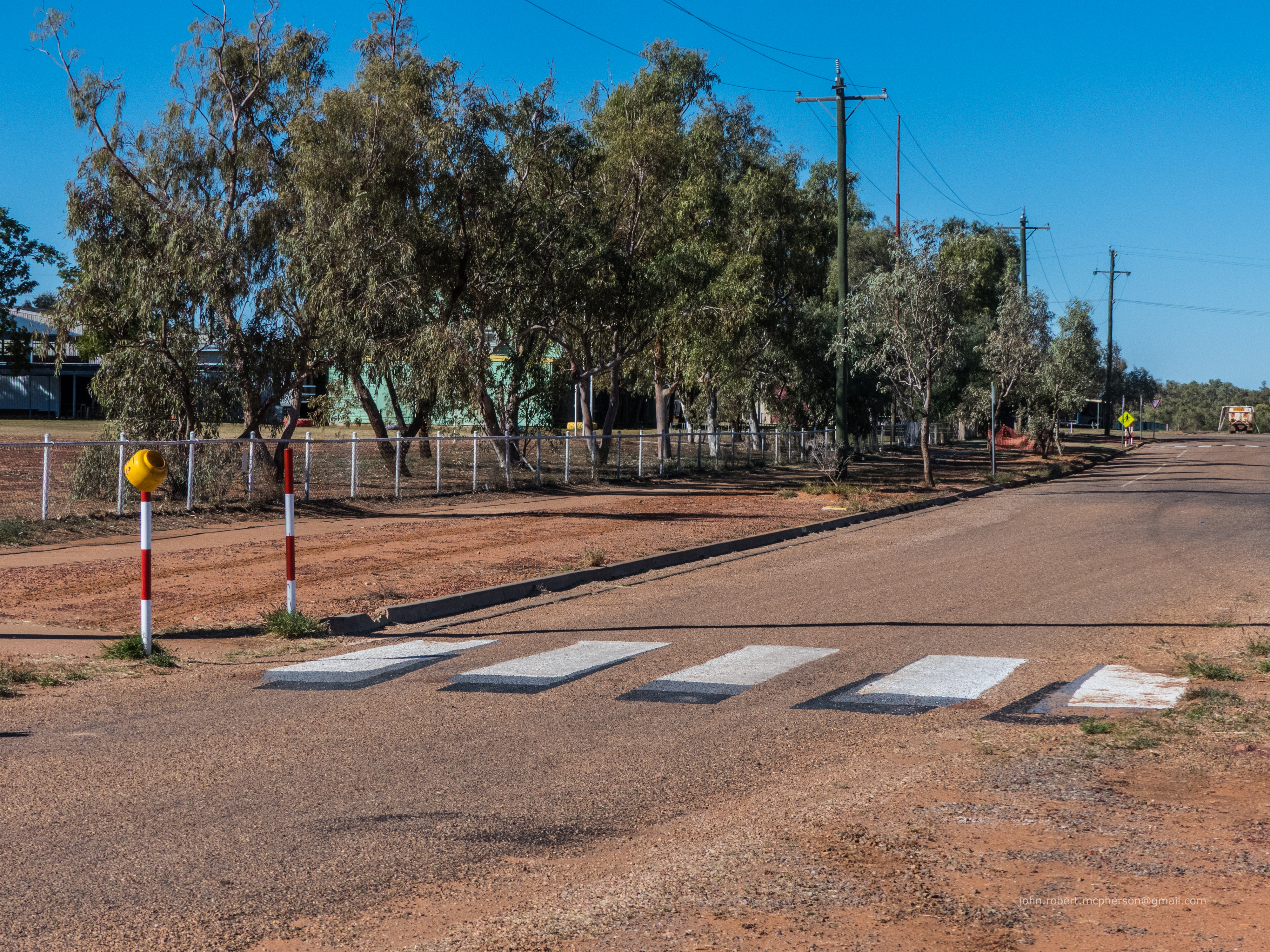
澳大利亚昆士蘭州寶利亞郡的立體斑馬線

在澳洲，與英國法律的規定相同，作為國家統一立法（National uniform legislation）之一的《澳洲道路規則》（Australian Road Rules）規定駕駛者必須讓路予已踏上斑馬線的行人，然而由於澳洲實行聯邦制，澳洲各州與領地對違反該法律規定者的罰則有所不同，比如新南威爾士州與昆士蘭州的罰則均為最高扣20分，而維多利亞州的罰則則為扣5分。此外，澳洲存在在路中央隆起的斑馬線，此類斑馬線別稱“袋熊線”（wombat crossing）。
在新西蘭，與英國法律的規定相同，《2004年陸路運輸（道路使用者）規則》（Land Transport (Road User) Rule 2004）規定駕駛者必須讓路予已踏上斑馬線的行人，違反該法律規定者根據《1999年陸路運輸（罪行及罰則）規例》（Land Transport (Offences and Penalties) Regulations 1999）最高可被罰款1000紐西蘭元與被徵收150新西蘭元的違規費用，並被扣35分。

### 香港
英屬香港政府在1950年代將斑馬線連同卑利沙燈引入香港，以取代原有的“紳士腳”行人過路處標誌，並改善行人交通安全，警務處交通部更於1958年推出了卡通角色“斑馬佬”鼓勵市民以斑馬線橫過馬路:170。與英國的斑馬線相同，香港的斑馬線的兩旁均髹有之字形白線，以確保駕駛者與行人能清楚看見彼此，而駕駛者亦被禁止在髹有之字形白線的控制區內停車。與英國法律的規定相同，香港法例第374G章《道路交通（交通管制）規例》規定包括駕駛者在內的所有道路使用者必須讓路予已踏上斑馬線的行人，違反該法律規定者如屬首次被定罪，可處以第2級罰款及監禁3個月，否則則可處以第3級罰款及監禁6個月，第2級罰款與第3級罰款的金額在香港法例第221章《刑事訴訟程序條例》中被分別指定為5000港元與1萬港元。

## 流行文化
英國伦敦艾比路上的斑馬線因披頭四樂隊的專輯《艾比路》的封面在該處取景而為人所知:168。該專輯使該斑馬線成為旅遊景點，阿比路录音室的標誌也因而包含了該斑馬線的元素。在拍攝該專輯的封面圖像後，英國的所有斑馬線均在路邊與路中央補上之字形白線。該斑馬線亦被英格蘭遺產委員會列為二級登錄建築。